# 富士宮市立稲子小学校
富士宮市立稲子小学校（ふじのみやしりつ いなこしょうがっこう）は、静岡県富士宮市上稲子にある公立小学校。全校児童が9名の小規模校。上稲子区の避難所に指定されている。
卒業後は富士宮市立芝川中学校へ進学する。

## 通学区域
上稲子区 下稲子区